# Space Variable Objects Monitor
Lo Space Variable Objects Monitor (SVOM, 天基多波段空间变源监视器S) è un piccolo telescopio spaziale per l'osservazione dei raggi X operato dalla China National Space Administration (CNSA), dall'Accademia Cinese delle Scienze (CAS) e dall'Agenzia spaziale francese (CNES), che è stato lanciato il 22 giugno 2024 alle 07:00.
SVOM studierà le esplosioni di stelle massicce analizzando i lampi gamma (GRB) risultanti. Lo specchio di SVOM pesa solo 1 kg. SVOM permetterà nuovi approcci operativi al lavoro di ricerca sui lampi gamma attualmente svolto dalla missione spaziale Swift Gamma-Ray Burst Mission. La sua strategia di puntamento anti-solare fa sì che la Terra attraversi il campo visivo (FOV) dei suoi strumenti ad ogni orbita.

## Obiettivi
Utilizzando la sinergia tra strumenti spaziali e terrestri, la missione si pone questi obiettivi scientifici: 
- Permettere il rilevamento di tutti i tipi conosciuti di lampi gamma (GRB)
- Fornire posizioni GRB veloci e affidabili
- Misurare la forma dello spettro dell'emissione immediata (dal visibile al MeV)
- Misurare le proprietà temporali dell'emissione immediata (dal visibile al MeV)
- Identificare rapidamente i bagliori residui dei GRB rilevati alle lunghezze d'onda dei raggi X e ottici, compresi quelli altamente spostati verso il rosso (z>6)
- Misurare la forma dello spettro del bagliore iniziale e finale (dal visibile ai raggi X)
- Misurare l'evoluzione temporale del bagliore iniziale e finale (dal visibile ai raggi X)

## Strumenti scientifici
L'orbita scelta è un Orbita terrestre bassa (LEO) con un'altitudine di 600 chilometri ed un angolo di inclinazione di 30° e un periodo di precessione di 60 giorni. Il carico utile è composto da quattro strumenti principali: 

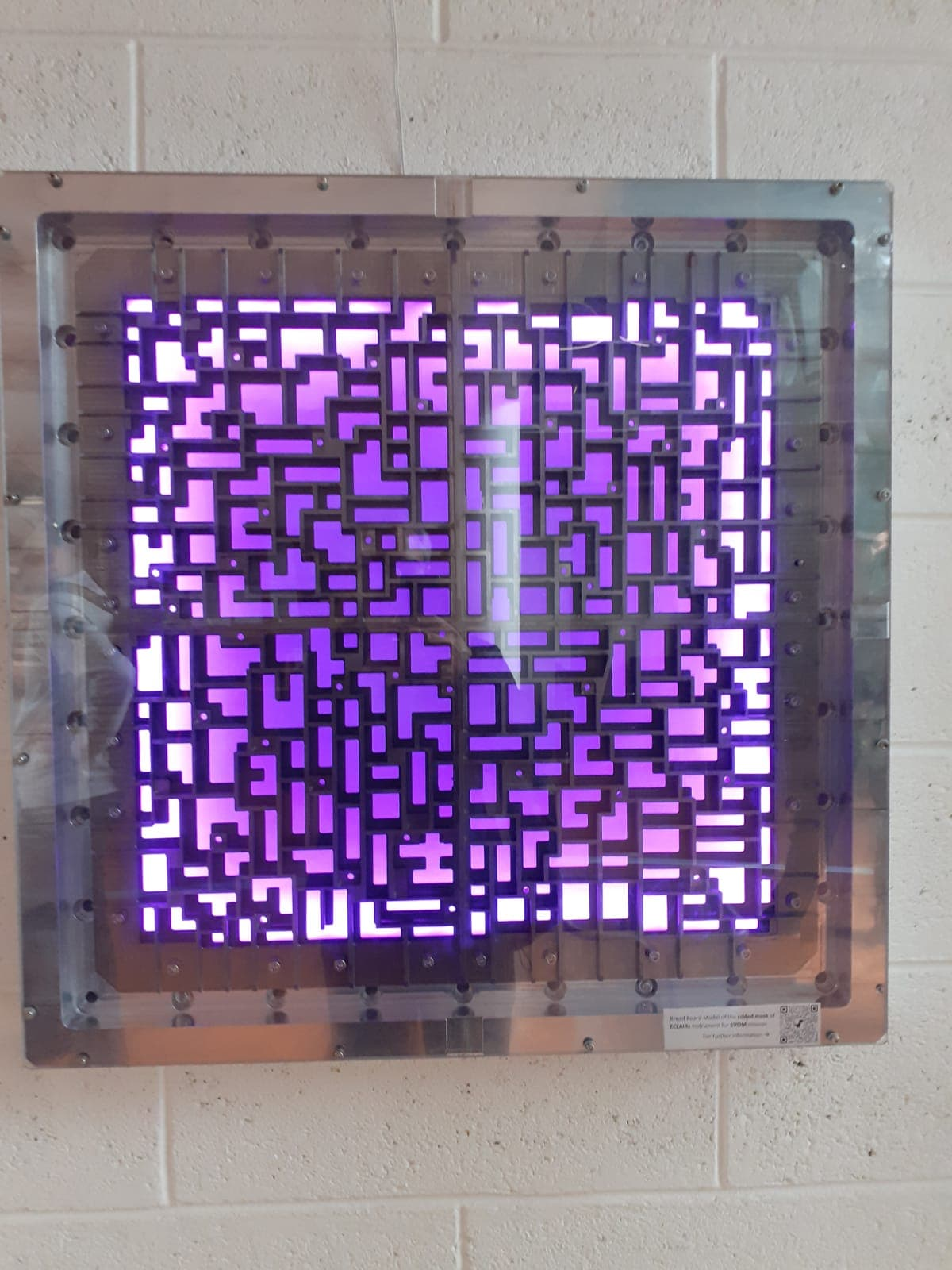
Prototipo in esposizione della maschera di codifica di ECLAIRs

ECLAIRs
ECLAIRs è una telecamera a maschera codificata ad ampio FOV con una trasparenza della maschera del 40%. I rilevatori coprono una superficie di 1,024 cm² e sono controllati da un'unità di elaborazione dati, la cosiddetta UGTS, che è responsabile della localizzazione dei GRB.
Gamma-ray Burst Monitor (GRM)
Si tratta di uno spettrometro a raggi gamma senza imaging (GRM), sensibile al dominio da 50 keV a 5 MeV. Le allerte sui rilevamenti dei GRB vengono inviate in tempo reale alla comunità degli osservatori a terra.
Microchannel X-ray Telescope (MXT)
Un telescopio a raggi X molli (MXT).
Visible Telescope (VT)
Un telescopio di 45 cm operante nel visibile da 400 a 950 nm, con un FOV di 21×21 minuti d'arco.

## Segmento di terra
Il segmento di terra comprende un set di tre strumenti dedicati: due Ground Follow-up Telescope (GFT) robotici e un monitor ottico, Ground Wide Angle Camera (GWAC).
- I GFT sono due telescopi robotizzati (uno gestito dalla Francia, l'altro dalla Cina). Contribuiranno a migliorare il collegamento tra il carico scientifico e i più grandi telescopi misurando le coordinate celesti e fornendo una stima dello redshift fotometrico in meno di 5 minuti dall'inizio delle osservazioni. Questi dati saranno messi a disposizione della comunità scientifica attraverso un messaggio di allerta. Distribuiti uniformemente sulla Terra (uno in Sud America in una località da definire, l'altro in Cina), saranno in grado di avviare la ricerca dell'emissione ottica GRB immediatamente dopo la ricezione dell'allarme in oltre il 40% dei casi.
- I GWAC sono una serie telecamere ottiche ad ampio FOV che consentiranno uno studio sistematico dell'emissione visibile durante e prima dell'emissione immediata ad alta energia.